# Radargerät Rasura

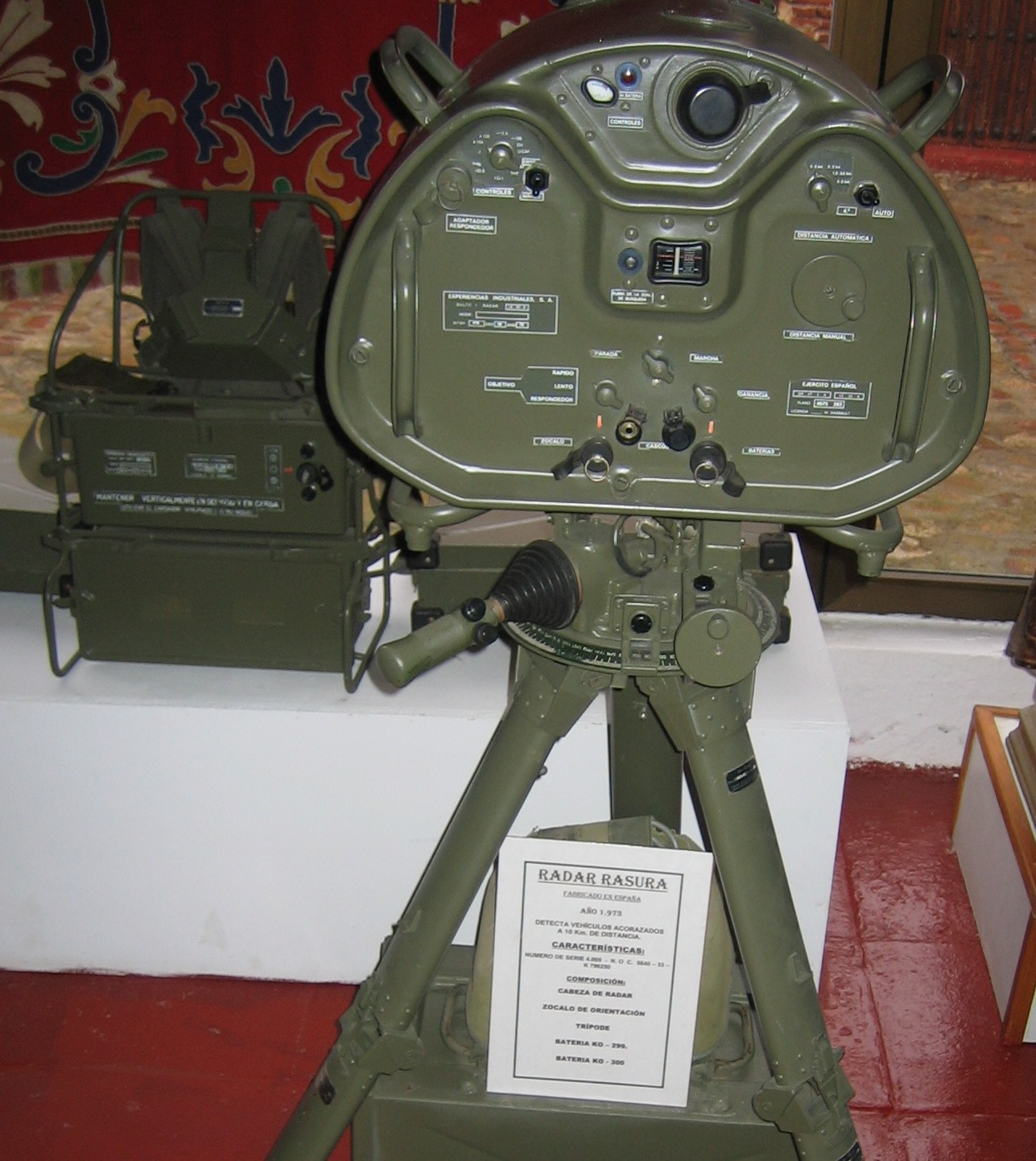
Radargerät Rasura

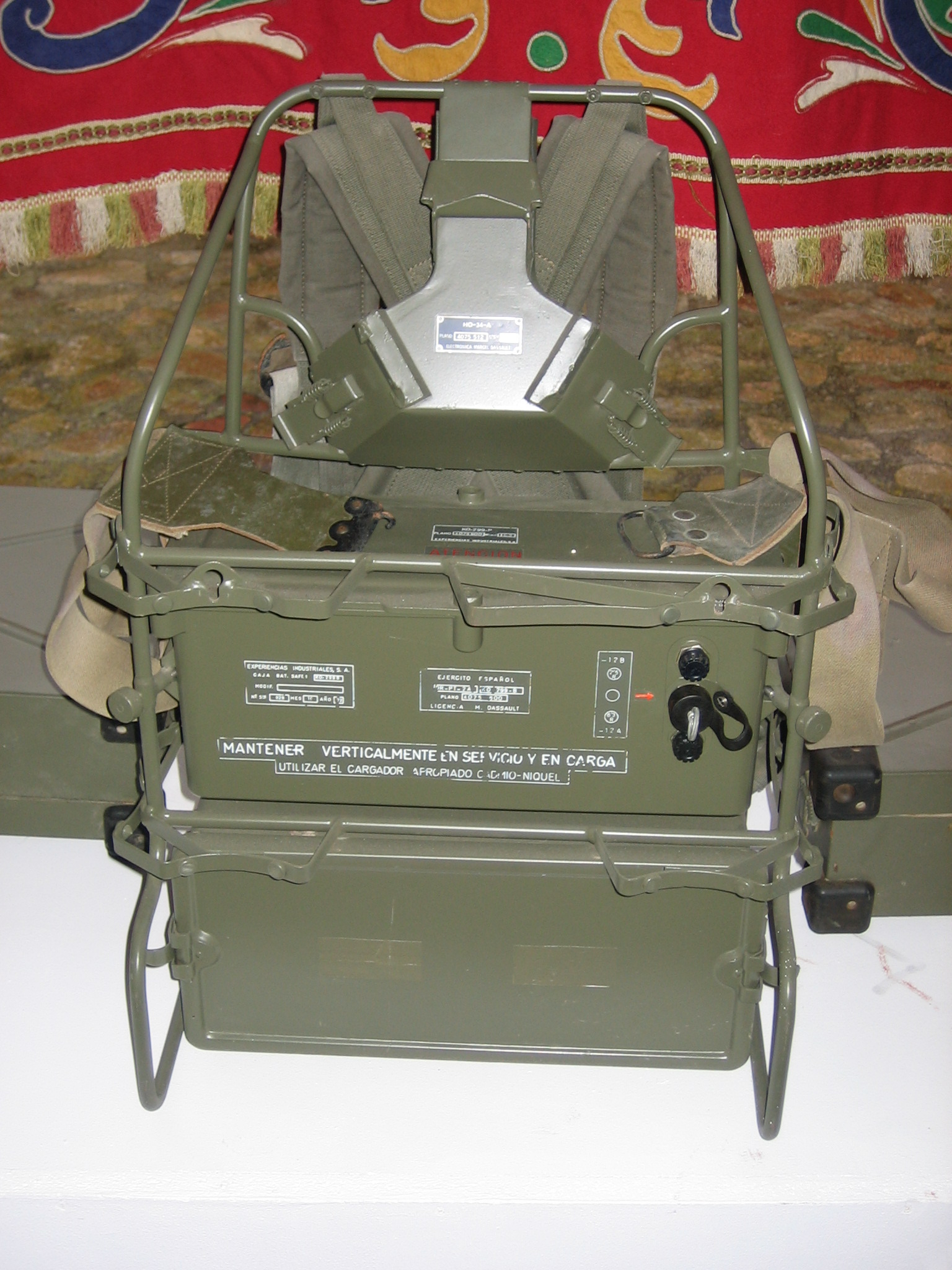
Traggestellt für Batterien und Zubehör zum Radargerät Rasura

Das Radargerät Rasura (französisch radar de surveillance rapproché) ist ein taktisches Gefechtsfeldüberwachungsradar im Nahbereich. Hersteller war die frühere Firma Electronique Marcel Dassault, heute in der Thales Group aufgegangen.

## Beschreibung
Das Rasura ist ein Doppler-Radarsystem mit akustischer Anzeige. Der Bediener musste das Radarbild auf Grund von Veränderungen der Geräusche im Kopfhörer (z. B. Pfeifen und Rasseln) auswerten.
Das System ist tragbar, wiegt 60 kg und kann von drei Personen in drei Paketen zu je 20 kg getragen werden. Im Betrieb wurde die Antenne auf einem Stativ montiert. Das System kann auch auf einem Fahrzeug aufgebaut sein.
Mit dem Rasura konnten Fahrzeuge bis 5 km, Personengruppen bis 2 km und Einzelpersonen bis 1,2 km erfasst werden. Die Genauigkeit auf 5 km betrug etwa 25 m (Entfernung). Ziele mit Geschwindigkeiten zwischen 3,5 km/h und 60 km/h konnten erkannt werden. Der Rasura (Modell 2A) konnte acht Stunden lang mit einem wiederaufladbaren Nickel-Cadmium-Akkumulator betrieben werden. Das Modell 3A wurde mit einem Wechselrichter für den Einsatz an Fahrzeugen mit Stromversorgung mit 24 V ausgestattet.

## Einsatz
In der Bundeswehr wurde das System ab 1969 in den Radarzügen der Panzeraufklärungsbataillone eingesetzt. Zunächst wurde es auf dem DKW Munga montiert und ab 1979 auf dem VW Iltis. Mit Einführung des Systems Rasit auf Transportpanzer Fuchs um 1986 wurde das System Rasura ausgemustert. Das Französische Heer nutzte Rasura unter anderem auf dem Hotchkiss M201 Jeep und auf leichten Lkw wie dem 1-Tonnen-Renault R2087 4x4 und dem 1,5-Tonnen-Simca Marmon MH600BS. Die Niederlande setzten Rasura in den Aufklärungsbataillonen bis 1981 ein. Spanien produzierte das System unter Lizenz der spanischen Firma EISA (Experiencias Industriales, SA, einer der Vorgänger von Indra Sistemas, SA). In Spanien wurde die Rasura durch die Indra Arine ersetzt.